# Eleoniscus helenae
Eleoniscus helenae är en kräftdjursart som beskrevs av Emil Racoviţă 1907. Eleoniscus helenae ingår i släktet Eleoniscus och familjen klotgråsuggor. Inga underarter finns listade i Catalogue of Life.